# Take to the Skies: Live in Moscow
Take to the Skies: Live in Moscow è l'ottavo album dal vivo del gruppo musicale britannico Enter Shikari, pubblicato il 15 febbraio 2019.

## Descrizione
L'alnbum è stato registrato durante la tappa russa a Mosca del 19 maggio 2017, durante il tour commemorativo A Take to the Skies 10 Year Celebration. Pubblicato in contemporanea con un altro album dal vivo, Live at Alexandra Palace 2, con quest'ultimo condivide il formato in chiave USB, ove sono presenti i file video in HD dei relativi spettacoli. Mentre la versione LP comprende i soli brani estratti da Take to the Skies, nei formati digitale e chiave USB sono presenti anche gli altri brani non provenienti dall'album suonati durante il concerto.

## Tracce
Testi di Rou Reynolds, musiche degli Enter Shikari.
LP
1. Stand Your Ground, This Is Ancient Land – 1:50
2. Enter Shikari – 2:52
3. Mothership – 4:54
4. Anything Can Happen in the Next Half Hour – 4:35
5. Interlude #1 – 1:03
6. Labyrinth – 4:22
7. Sorry, You're Not a Winner – 4:37
8. No Sssweat – 4:00
9. Today Won't Go Down in History – 3:35
10. Return to Energiser – 5:02
11. Jonny Sniper – 4:41
12. Adieu – 7:17
13. OK, Time for Plan B – 6:24

Download digitale, chiave USB
1. Stand Your Ground, This Is Ancient Land – 1:50
2. Enter Shikari – 2:52
3. Mothership – 4:54
4. Anything Can Happen in the Next Half Hour – 4:35
5. Interlude #1 – 1:03
6. Labyrinth – 4:22
7. Hoodwinker – 4:28
8. Sorry, You're Not a Winner – 4:37
9. Juggernauts – 5:16
10. No Sssweat – 4:00
11. Today Won't Go Down in History – 3:35
12. Anaesthetist – 3:15
13. Return to Energiser – 5:02
14. Jonny Sniper – 4:41
15. Adieu – 7:17
16. Redshift – 5:26
17. OK, Time for Plan B – 6:24
18. Appeal 2 – 5:36

## Formazione
- Rou Reynolds – voce, pianoforte, tastiera, sintetizzatore; chitarra ritmica in Redshift e Adieu, chitarra acustica in Adieu
- Rory Clewlow – chitarra, voce secondaria; tamburello in Anaesthetist
- Chris Batten – basso, tastiera, voce secondaria
- Rob Rolfe – batteria, percussioni, cori

## Classifiche
| Classifica (2019)         | Posizione massima |
| ------------------------- | ----------------- |
| Regno Unito (independent) | 16                |
| Regno Unito (rock)        | 6                 |